# Paterología
Paterología o Patriología, en teología cristiana, se refiere al estudio de Dios Padre. Ambos términos derivan de dos palabras del griego: πατήρ (patḗr, padre) y λογος (logos, enseñanza). Como disciplina teológica distintiva, dentro de la Teología propiamente dicha, la Paterología está estrechamente relacionada con la Cristología (estudio de Cristo como Dios Hijo) y la Pneumatología (estudio del Espíritu Santo como Dios Espíritu). 

## Estudios sobre Dios Padre

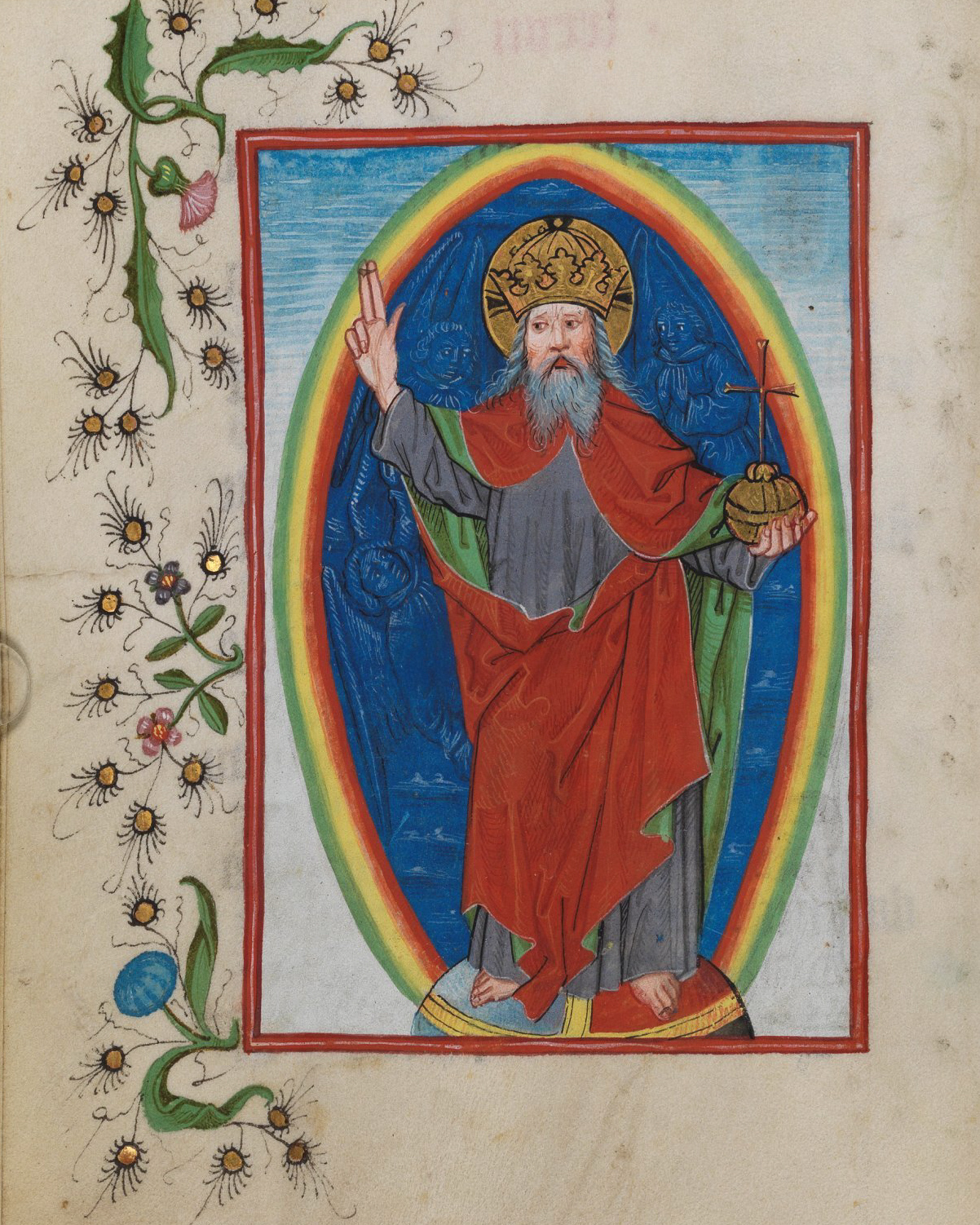
Representación de Dios Padre, en libro de oraciones medieval alemán (hacia 1486)

La paterología cristiana se basa principalmente en el estudio y la interpretación de los versículos de la Biblia que se refieren a Dios como "Padre". En el Antiguo Testamento, Dios es llamado con el título de "Padre". Dios es visto como "Padre" de todos los hombres porque creó el mundo (y en ese sentido "engendró" el mundo). En las Escrituras hebreas, en Libro de Isaías 63:16 (JP) se lee: "Porque Tú eres nuestro padre, pues Abraham no nos conoció, ni Israel nos reconoció; Tú, Señor, eres nuestro padre; nuestro redentor de antaño es tu nombre." Según el judaísmo, a Dios se le atribuye un papel paternal de protector. Se le titula Padre de los pobres, de las viudas y de los huérfanos. También se le titula Padre del rey, como maestro y ayudante sobre el juez de Israel.
Hay tres formas básicas del nombre de Dios Padre en el Nuevo Testamento: Theos (θεός la palabra griega para Dios), Kyrios (es decir, Señor en griego) y Patḗr (Πατήρ es decir, Padre en griego). También, la palabra aramea "Abba" (אבא; Padre), se utiliza en Mark 14:36 y en Romanos 8:15 y Gálatas 4:6. La palabra para Padre fue elegida para acuñar el nombre de la disciplina porque la Paterología implica estudios particulares de la persona de Dios Padre, y de las obras del Padre. Tanto en el Antiguo como en el Nuevo Testamento, el término "Padre", cuando se utiliza para referirse a Dios, es una metáfora. No es un nombre de Dios propiamente dicho, sino sólo uno de los muchos títulos con los que judíos y cristianos hablan de Dios y a Dios.
En la teología cristiana, la paternidad de Dios se ve en un sentido más sustantivo, centrado en metafísica más que en interpretaciones metafóricas de diversas cuestiones sobre las relaciones entre el Padre y el Hijo. El sentido cristiano de participación en la relación eterna del Padre y el Hijo, a través de Jesucristo, está representado simbólicamente por la noción de que los cristianos son hijos adoptivos de Dios:

Pero cuando llegó la plenitud de los tiempos, Dios envió a su Hijo, nacido de mujer, nacido bajo la ley, para redimir a los que estaban bajo la ley, a fin de que recibiéramos la adopción como hijos. Y porque sois hijos, Dios ha enviado a nuestros corazones el Espíritu de su Hijo, que clama: "¡Abba! Padre". Así que ya no eres esclavo, sino hijo, y si hijo, también heredero por medio de Dios.
 Galatians 4:4-7

En el cristianismo, el concepto de Dios como Padre de Jesús difiere del concepto de Dios como Creador y Padre de todas las personas.
A finales del siglo I, Clemente de Roma se refería al Padre en relación con la creación, 1 Clement 19.2 afirmando: "miremos fijamente al Padre y Creador del universo". Hacia 213 d. C. en Adversus Praxeas (chapter 3) Tertuliano estaba desarrollando una representación formal del concepto de la Santísima Trinidad, lo que significa que Dios existe como una "sustancia", pero tres "Personas": El Padre, el Hijo y el Espíritu Santo, siendo Dios Padre la Cabeza.} Esto, sin embargo, es discutido por otros eruditos, según los cuales Tertuliano enseñó que sólo el Padre es verdaderamente Dios, ya que sólo él es eterno y no derivado de ninguna otra sustancia, como lo son el Hijo y el Espíritu Santo. Tertuliano también discutía las relaciones del Espíritu Santo con el Padre y el Hijo. incluyendo la noción de procesión "desde el Padre a través del Hijo". 
Diferentes denominaciones cristianass tienen diferentes enfoques teológicos a diversas cuestiones paterológicas o patriológicas, relativas a la persona y las obras de Dios Padre.
Los primeros credoss de la Iglesia Occidental afirmaban la creencia en "Dios Padre (Todopoderoso)", siendo la referencia principal a "Dios en su calidad de Padre y creador del universo".. Esto no excluía el hecho de que "el padre eterno del universo era también el Padre de Jesús el Cristo" ni que había incluso "concedido adoptar [al creyente] como su hijo por gracia".
Los credos de la Iglesia oriental comenzaban con una afirmación de fe en "un Dios" y solían ampliarla añadiendo "el Padre Todopoderoso, Creador de todas las cosas visibles e invisibles" o palabras similares. El Credo Niceno, que data de los años 325 y 381, afirma que el Hijo (Jesucristo) es "engendrado eternamente del Padre", indicando que su relación divina Padre-Hijo no se considera ligada a un acontecimiento dentro del tiempo o de la historia humana.